# آتش‌سوزی ساختمان برق حرارتی وزارت نیرو
آتش‌سوزی ساختمان برق حرارتی وزارت نیرو حادثه‌ای بود که صبح روز دوشنبه ۱۶ بهمن ۱۳۹۶ (۵ فوریه ۲۰۱۸) در حوالی میدان ولی عصر واقع در مرکز تهران رخ داد. این آتش‌سوزی دو روز بعد از آغاز با تلاش آتش نشانان مهار شد. ساختمان برق حرارتی وزارت نیرو با ۱۳ طبقه (۸ طبقه روی زمین و ۵ طبقه زیر زمین) و عمر ۵۱ سال است. با توجه به اینکه سازه ساختمان فلزی بود و طولانی شدن مدت آتش‌سوزی و با توجه به تجربه تلخ حادثه پلاسکو احتمال ریزش ساختمان از روز دوم حادثه به‌طور جدی مطرح شده بود.
در این حادثه ۱۶ نفر از آتش نشانان مصدوم شدند که پنج تن از مصدومین به بیمارستان منتقل شدند و یازده نفر در محل درمان شدند. این حادثه تلفات جانی نداشت.

## روز دوشنبه، ۱۶ بهمن
ساعت ۱۰:۰۶ صبح دوشنبه ۱۶ بهمن حادثه آتش‌سوزی از طبقه منفی ۴ ساختمان وزارت نیرو آغاز شد. تعداد زیادی کارمند و ارباب رجوع در طبقات مختلف ساختمان محبوس شدند و آتش نشانان که دو دقیقه پس از اعلام به محل رسیده بودند بیش از ۵۰ نفر را از ساختمان خارج کردند که از این میان یکی دو نفر دچار مشکلات تنفسی شده بودند و تحویل عوامل اورژانس داده شدند. از همان ساعات اولیه تمامی ساختمان‌های اطراف تخلیه و آب و برق و گاز قطع شد.

## روز سه شنبه، ۱۷ بهمن
در روز سه شنبه با توجه به مهار نشدن آتش، رئیس یگان حفاظت شهرداری از تخلیه ساکنین ساختمان‌های اطراف ساختمان «برق حرارتی» وزارت نیرو تا شعاع ۱۰۰ متری محل حادثه خبر داد.
همچنین محمدعلی نجفی شهردار تهران در محل حادثه حاضر شد و در حاشیه بازدید از محل حادثه احتمال فروپاشی بخشی از ساختمان را مطرح کرد وی همچنین گفت: «باید در مورد مشخص شدن منشأ آتش‌سوزی و عمدی یا غیرعمدی بودن آن پس از اطفای کامل آتش‌سوزی اظهار کنیم.» همچنین رضا اردکانیان وزیر نیرو ضمن حضور در محل حادثه در جلسه مدیریت بحران این حادثه که در هتل کوثر که در جنب ساختمان برق حرارتی قرار دارد و با حضور رئیس پلیس راهور تهران، جانشین فرمانده انتظامی تهران، رئیس مرکز اطلاع‌رسانی شهرداری، مسئولان وزارت نیرو، مسئولان آتش‌نشانی و… تشکیل شد شرکت کرد.
دسترسی سخت به طبقه منفی ۴، وجود دود شدید و دمای بالای محل حریق که گاهی به ۷۵۰ درجه سانتیگراد هم می‌رسید به عنوان دلایل طولانی شدن عملیات اطفاء حریق مطرح شد.

## روز چهارشنبه، ۱۸ بهمن
نهایتاً در روز چهارشنبه ۱۸ بهمن ۱۳۹۶ و پس از گذشت بیش از ۴۸ ساعت آتش‌سوزی به‌طور کامل مهار شد و عملیات لکه‌گیری نیز به پایان رسید.